# Miltochrista limbata
Miltochrista limbata är en fjärilsart som beskrevs av Alfred Ernest Wileman 1911. Miltochrista limbata ingår i släktet Miltochrista och familjen björnspinnare. Inga underarter finns listade i Catalogue of Life.